# Río Jiloca
Río Jiloca är ett vattendrag i Spanien. Det ligger i den nordöstra delen av landet, 200 km nordost om huvudstaden Madrid.